# Tatiana Kossíntseva
Tatiana Anatólievna Kossíntseva (en rus: Татьяна Анатольевна Косинцева) (nascuda a Arkhànguelsk l'11 d'abril de 1986) és una jugadora d'escacs russa, que té el títol de Gran Mestre des de 2009.
Tot i que resta inactiva des de maig de 2015, a la llista d'Elo de la FIDE de l'abril de 2020, hi tenia un Elo de 2475 punts, cosa que en feia la jugadora número 204 de Rússia. El seu màxim Elo va ser de 2581 punts, a la llista de novembre de 2010 (posició 303 al rànquing mundial).

## Resultats destacats en competició

### Inicis i primers èxits
Com la seva germana gran Nadejda, Tatiana va esdevenir jugadora d'escacs a sis anys, a causa d'un cop de sort. Tornant cap a casa amb la seva mare, després de classe de ball, varen topar amb un club d'escacs, i varen decidir provar amb el joc.
De molt jove, va trobar inspiració en un llibre de partides de l'excampió del món Aleksandr Alekhin, i quedà també impressionada amb les partides de Garri Kaspàrov i Bobby Fischer.
Poc després, va esdevenir una competidor temible en el nivell superior dels escacs juvenils, i va obtenir una col·lecció de premis en torneig rivalitzant fins i tot amb la de la seva germana. Al Campionat del món per edats, hi va guanyar la medalla d'argent en les categories Sub-10 (Cala Galdana, 1996) i Sub-12 (Canes, 1997). Al Campionat d'Europa per edats de 1996, a Rimavska Sobota hi guanyà la medalla d'or en categoria Sub-10. També en aquest torneig hi va aconseguir l'argent a Mureck (1998) i Kallithea (2000), en les categories Sub-12 i Sub-18 respectivament.

### Campiona nacional i europea

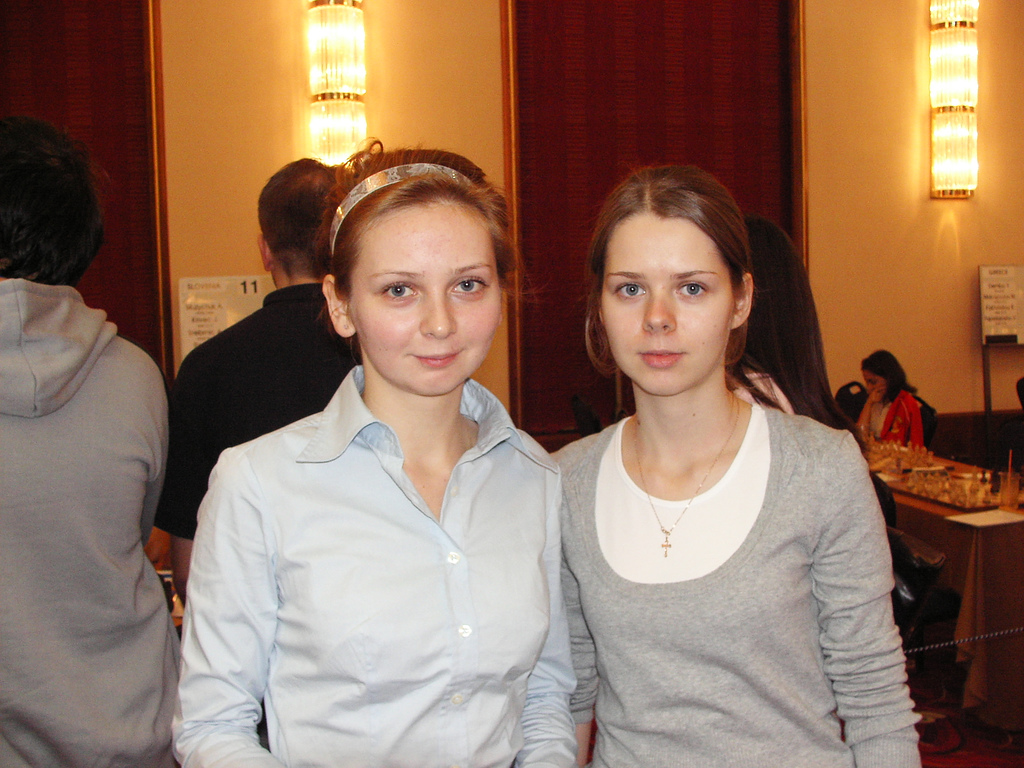
Les germanes Kossíntseva, Nadejda i Tatiana

El 2004 i el 2007 Tatiana va guanyar el Campionat de Rússia femení. El 2006, hi acabà només a mig punt de la guanyadora, Iekaterina Kórbut.
Considerant el seu innegable talent pels escacs, les germanes Kossíntseva són també companyes fora dels escacs; ambdues estudien dret a la Universitat de Pomor a la seva ciutat. També juguen juntes en competicions per equips, i especialment a les olimpíades d'escacs com a part de l'equip rus femení.
Tatiana Kossíntseva va vèncer l'edició de 2007 del campionat d'Europa individual femení amb una performance de 2774, i guanyà novament el 2009 amb una performance de 2551.

### Grand Prix femení de la FIDE

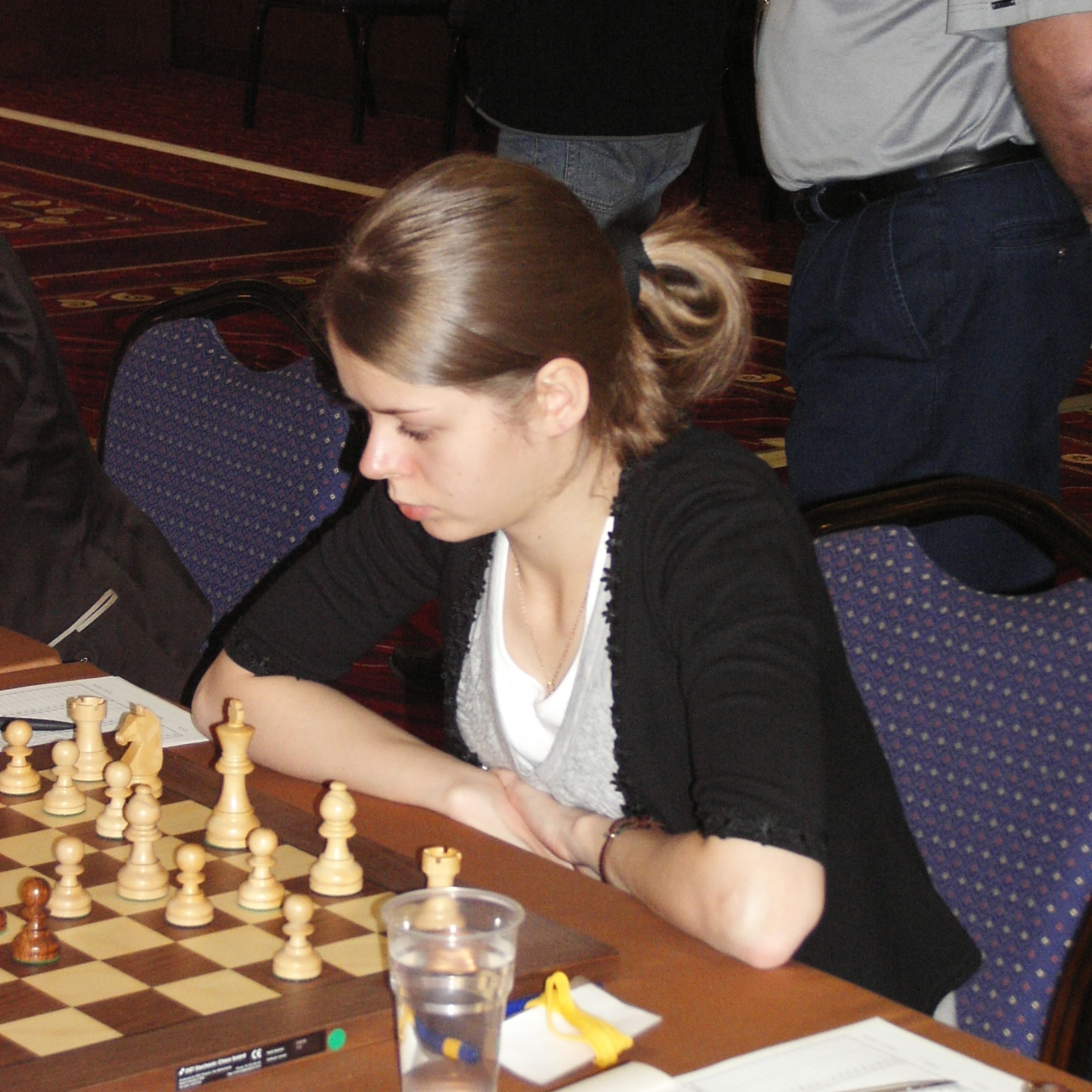
Kossíntseva, el 2007

El 2010 Kossíntseva va guanyar el Grand Prix femení de la FIDE a Nàltxik amb una performance de 2735. La seva puntuació fou de 9/11 (+7 −0 =4); 1½ punts per davant de la seva rival més propera, Hou Yifan. Va obtenir així 160 punts de Grand Prix.
El juliol de 2014 quedà, per segon cop en la seva carrera subcampiona d'Europa femenina, a Plòvdiv, per darrere la campiona Valentina Gúnina, el mateix resultat que s'havia donat dos anys abans a Gaziantep en la mateixa competició.